# Casearia membranacea
Casearia membranacea Hance – gatunek rośliny z rodziny wierzbowatych (Salicaceae Mirb.). Występuje naturalnie w Wietnamie, południowych Chinach (w prowincjach Junnan, Guangdong i Hajnan, a także w regionie autonomicznym Kuangsi) oraz na Tajwanie. 

## Morfologia
PokrójZrzucające liście drzewo lub krzew dorastające do 4–18 m wysokości.
LiścieBlaszka liściowa ma kształt od eliptycznego do podługowato-lancetowatego. Mierzy 5–12 cm długości oraz 2,5–4 cm szerokości, jest niemal całobrzega, ma nasadę od klinowej do rozwartej i wierzchołek od tępego do spiczastego. Ogonek liściowy jest nagi i dorasta do 6–12 mm długości.
KwiatySą zebrane w kłębikach, rozwijają się w kątach pędów. Mają 5 działek kielicha o podługowato-jajowatym kształcie i dorastających do 2–3 mm długości. Kwiaty mają 8 pręcików.
OwoceMają podługowaty kształt.

## Biologia i ekologia
Rośnie w lasach, na terenach nizinnych.